# Ken Richardson
William Kenneth »Ken« Richardson,  britanski dirkač Formule 1, * 21. avgust 1911, Bourne, Lincolnshire, Anglija, Združeno kraljestvo, † 27. junij 1997, Bourne, Anglija, Velika Britanija.
Ken Richardson je pokojni britanski dirkač Formule 1. V svoji karieri je nastopil le na dirki za Veliko nagrado Italije, v sezoni 1951, kjer mu z dirkalnikom BRM P15 ni uspelo štartati zaradi okvare dirkalnika. Umrl je leta 1997.

## Popolni rezultati Formule 1
(legenda) (odebeljene dirke pomenijo najboljši štartni položaj, poševne pa najhitrejši krog, †-uvrščen kljub odstopu)
| Leto | Moštvo  | Šasija  | Motor   | 1   | 2   | 3   | 4   | 5  | 6   | 7       | 8   | Prv | Toč |
| ---- | ------- | ------- | ------- | --- | --- | --- | --- | -- | --- | ------- | --- | --- | --- |
| 1951 | BRM Ltd | BRM P15 | BRM V16 | ŠVI | 500 | BEL | FRA | VB | NEM | ITA DNS | ŠPA | -   | 0   |